# Dokter Pulder zaait papavers
Doctor Pulder Sows Poppies é um filme de drama neerlandês de 1975 dirigido e escrito por Bert Haanstra e Anton Koolhaas. Foi selecionado como representante dos Países Baixos à edição do Oscar 1976, organizada pela Academia de Artes e Ciências Cinematográficas.

## Elenco
- Kees Brusse - Dr. Pulder
- Ton Lensink - Hans van Inge Liedaerd
- Dora van der Groen - Mrs. Mies
- Henny Orri - Lieske Pulder
- Karin Loeb - Kitty
- Manon Alving - Mevrouw van Inge Liedaerd
- Peter Römer - Kamiel Pulder
- Sacco van der Made - poelier Pronk
- Michel Fasbender - Receptionista